# Uniwersytet Zachodniego Ontario

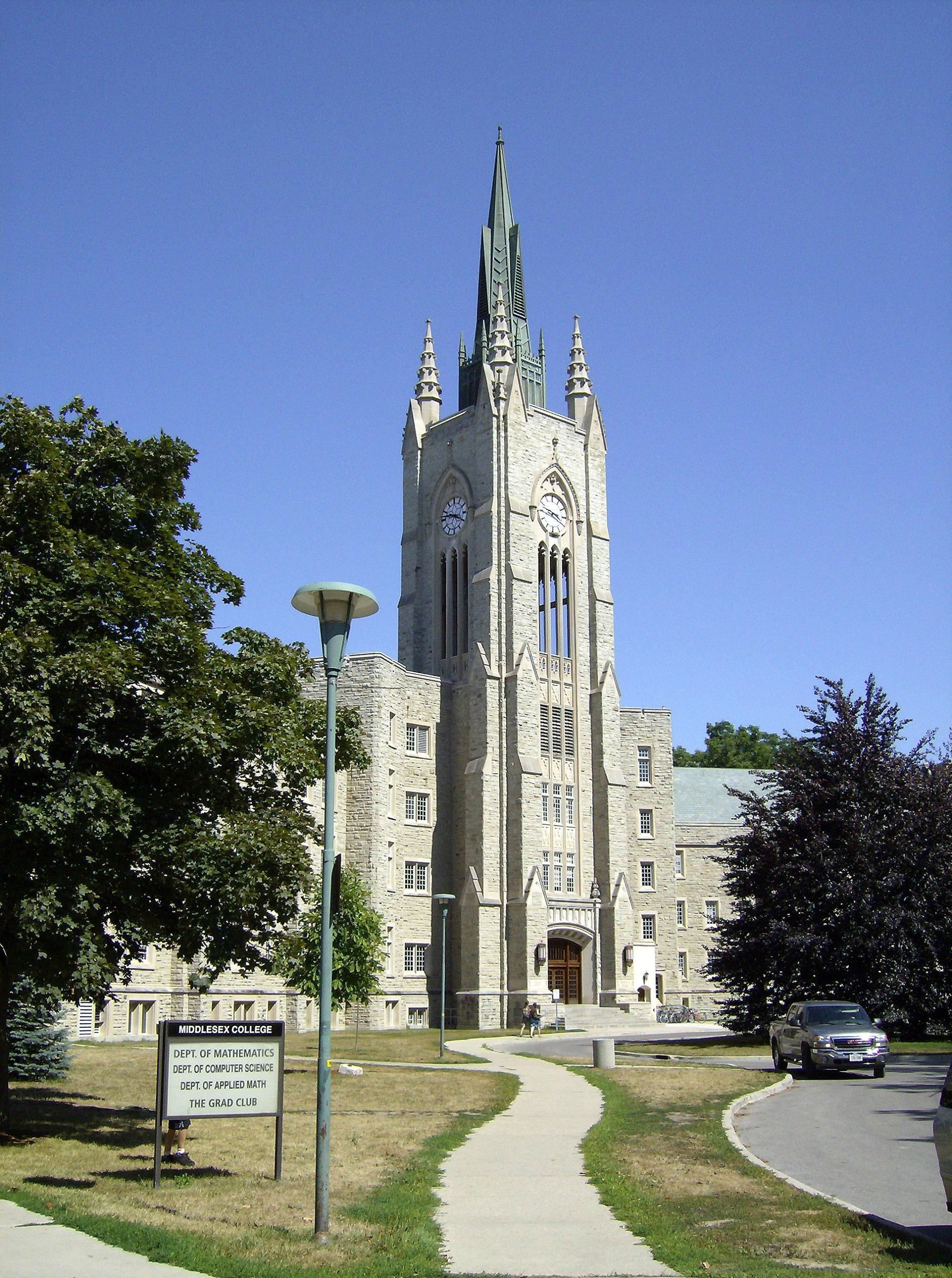
Budynek Middlesex College

Uniwersytet Zachodniego Ontario (ang. University of Western Ontario, skrótowiec UWO) – kanadyjski uniwersytet znajdujący się w London, w prowincji Ontario. 
Założony został 7 marca 1878 roku i jest jednym z najstarszych uniwersytetów w Kanadzie. 
Ma 1164 wykładowców i prawie 29 tysięcy studentów. 